# Comité d'action antibolchévique
Pour les articles homonymes, voir CAA.

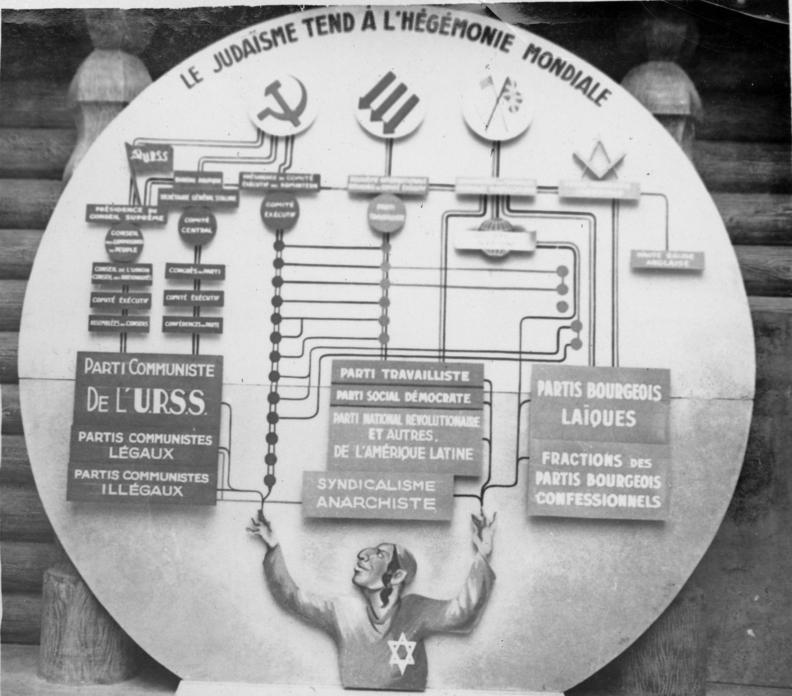
Image antisémite de l'exposition Le Bolchevisme contre l'Europe.

Le Comité d’action antibolchévique (CAA) est une organisation collaborationniste française pendant l'Occupation allemande.

## Histoire
Le Comité d’action antibolchévique est fondé par Louis-Charles Lecoc et Jean Gontier de Vassé ; ils proposent en avril 1941 la présidence à l'écrivain de marine Paul Chack, qui l'accepte. Le CAA se fait connaître publiquement peu après l'invasion de l'Union soviétique par l'Allemagne nazie, en vue d'apporter son soutien à cette dernière, par des appels publiés dans la presse, en juillet. Ils affirment suivre l'action du maréchal Pétain.
L'activité principale du Comité a été le soutien à la Légion des volontaires français contre le bolchévisme, dont il devient quasiment une annexe, chargée de la propagande. Le 8 août 1941, il tient ainsi un meeting salle Wagram avec Eugène Deloncle et Jean Fontenoy. Chack appelle à lutter contre le « judéo-bolchevisme ».
Le CAA siège au 14, avenue de l'Opéra à Paris. Il édite toute une série d'opuscules dans lesquels l'anticommunisme se mêle à un antisémitisme forcené. En octobre 1941, Chack se vante de la publication de 3 200 000 tracts : Le parti des traîtres (100 000), La révolution socialiste (511 000), Le parti communiste et les colonies françaises (100 000), Le parti communiste et la défense nationale (100 000), Le communisme, exploitation juive (200 000), Staline, tu as trahi le prolétariat (500 000), Vingt-cinq ans de bolchevisme (2 000 000). etc. Et de brochures contenant de nombreuses photographies comme Le paradis des soviets, diffusée à 140 000 exemplaires. Il travaille de concert avec un Centre d'études antibolcheviques, animé par Lecoq et Chaumet à partir de 1942 et installé au 21, rue La Boétie, dans le même immeuble que l'Institut d'étude des questions juives.
Il organise par ailleurs plusieurs campagnes et expositions sur les mêmes thèmes. Une exposition d'affiches itinérante à travers les principales villes françaises est ainsi organisée à partir de mars 1942, intitulée « Le Bolchevisme contre l'Europe ». Sa propagande caricaturale reste l'un des exemples type de la collaboration.
Proche du Rassemblement national populaire, parti collaborationniste de Marcel Déat, le Comité d’action antibolchévique participera également à l'éphémère Front révolutionnaire national (tentative avortée de parti unique) lancé par Marcel Déat en 1943.
Le CAA a cherché également à recruter. Il n'a compté qu'environ un millier de membres (dont bon nombre appartiennent aussi à d’autres organisations de la Collaboration). Ses membres sont invités à pratiquer une activité de propagande mais aussi à détecter les communistes, les « enjuivés », les anglophiles, les adversaires de la Révolution nationale et à se mettre en relation aussi bien avec les autorités françaises que les autorités allemandes.

## Dirigeants du Comité d’action antibolchévique
- Président : Paul Chack, officier de marine, écrivain, président de l’Association des écrivains combattants et du Cercle aryen, fusillé pour collaboration en 1945
- Adjoint : Louis-Charles Lecoconnier (dit « Lecoc »), avocat parisien, ancien membre du Parti social français, responsable de la propagande, secrétaire général de l'exposition Le bolchevisme contre l'Europe, directeur général du Centre d'études antibolcheviques, lié à l'Institut d'étude des questions juives[10].
- Jean Gontier dit Gontier de Vassé, secrétaire général, ancien inspecteur général pour l'Afrique du Nord des automobiles Delage dans l'entre-deux-guerres[11], ancien combattant des deux guerres, il s'est mis au service de la propagande allemande, relatant en 1940-1941 dans un livre, dans des conférences, à la radio et au cinéma, son emprisonnement par le Royaume-Uni au lendemain de Dunkerque et son refus de s'engager pour de Gaulle[12]. Il a participé à des émissions théâtrales à la radio en 1941[13] et a été nommé administrateur d'un « bien juif » en mars 1942[14]. Il est condamné à 5 ans de prison à la Libération[15]
- André Chaumet, lié au Parti populaire français de Jacques Doriot et à l'Institut d'étude des questions juives (éditorialiste puis directeur politique en janvier 1943 du Cahier jaune , il a ensuite dirigé à partir de mars 1943 la revue Revivre), journaliste (Paris-Soir, Le Matin), animateur du Centre d'études antibolcheviques et directeur de sa revue Notre Combat pour la Nouvelle France socialiste (août 1941-avril 1944), vice-président de l'Association des journalistes antisémites, directeur de l’hebdomadaire collaborateur Germinal fondé en 1944 par Claude Jamet et réunissant des collaborateurs socialistes[16].